# Joe Henselewski
Joe Henselewski (* 1966 in Gelsenkirchen) ist ein deutscher Schauspieler und freier Autor.

## Leben
Er war vor allem als Theaterschauspieler tätig. So spielte Joe Henselewski unter anderem den Eddie in der Rocky Horror Show des Theater Dortmund und wirkte in dem Stück Der König vom Friesenplatz des Kölner Millowitsch-Theaters mit. Als Autor verfasste er für das Theater die Komödien Lotti sieht Gespenster und Jeden Abend Lappen hoch.
Heute ist Joe Henselewski als Bildhauer tätig. 2010 präsentierte er einen Teil seiner Werke in einer Wanderausstellung in ganz Bayern, im Rahmen des 50-jährigen Bestehens der Deutschen Multiple Sklerose Gesellschaft, Landesverband Bayern e. V.
Seit 2008 lebt Joe Henselewski in München.

## Filmografie (Auswahl)
- 1999: Der Clown (Fernsehserie), (Rolle: Taxifahrer, in Episode Der Rattenfänger)
- 2004–2012: Stromberg (Fernsehserie, Mitwirkung in 34 Episoden), (Rolle: Josef „Joe“ Müller)
- 2008–2013: K11 – Kommissare im Einsatz (9 Folgen)
- 2014: Stromberg – Der Film